# Leonie Haagmans
Leonie Haagmans (Oss, 29 november 1979) is een Nederlands voetballer die van 2007 tot 2010 uitkwam voor Willem II.

## Carrière
Haagmans verliet in 2007 haar amateurvereniging RKSV Prinses Irene om met Willem II te gaan spelen in de Eredivisie voor Vrouwen.

## Statistieken
| Seizoen | Club      | Land      | Competitie | Wed. | Goals |
| ------- | --------- | --------- | ---------- | ---- | ----- |
| 2007/08 | Willem II | Nederland | Eredivisie | ?    | ?     |
| 2008/09 | Willem II | Nederland | Eredivisie | 19   | 0     |
| 2009/10 | Willem II | Nederland | Eredivisie | 10   | 0     |